# Talsperre Miranda
Die Talsperre Miranda (portugiesisch Barragem de Miranda) ist ein Laufwasserkraftwerk in Portugal am Douro, der hier die Grenze zu Spanien bildet. Sie liegt in der Region Nord im Distrikt Bragança in unmittelbarer Nähe der Ortschaft Miranda do Douro.
Mit dem Projekt zur Errichtung der Talsperre wurde im Jahre 1955 begonnen. Der Bau wurde 1961 fertiggestellt. Die Talsperre dient der Stromerzeugung. Sie ist im Besitz der Companhia Portuguesa de Produção de Electricidade (CPPE).

## Absperrbauwerk
Das Absperrbauwerk ist eine Pfeilerstaumauer aus Beton mit einer Höhe von 80 m über der Gründungssohle. Die Mauerkrone liegt auf einer Höhe von 535 m über dem Meeresspiegel. Die Länge der Mauerkrone beträgt 263 m. Das Volumen des Bauwerks liegt bei 240.000 m³.
Die Staumauer verfügt sowohl über einen Grundablass als auch über eine Hochwasserentlastung mit vier Toren. Über die Hochwasserentlastung können maximal 11.000 m³/s abgeführt werden. Das Bemessungshochwasser liegt bei 11.000 m³/s; die Wahrscheinlichkeit für das Auftreten dieses Ereignisses wurde mit einmal in 1000 Jahren bestimmt.

## Stausee
Beim normalen Stauziel von 528,05 m (maximal 533 m bei Hochwasser) erstreckt sich der Stausee über eine Fläche von rund 1,22 km² und fasst 28,1 Mio. m³ Wasser – davon können 6,66 (bzw. 6,4) Mio. m³ zur Stromerzeugung genutzt werden.

## Kraftwerk
Das Kraftwerk Miranda ist mit einer installierten Leistung von 390 (bzw. 369) MW eines der größten Wasserkraftwerke in Portugal. Die durchschnittliche Jahreserzeugung liegt bei 1.036,3 (bzw. 879 oder 897,8) Mio. kWh. Zum Zeitpunkt der Inbetriebnahme 1960 hatte das Kraftwerk eine installierte Leistung von 174 MW.
Im Jahre 1960 wurden drei Maschinen mit jeweils maximal 67 (bzw. 58 oder 60) MW Leistung in Betrieb genommen. Sie befinden sich in einem unterirdischen Maschinenhaus auf der rechten (westlichen) Seite der Staumauer. 1995 wurde noch eine zusätzliche Maschine mit 189 MW Leistung in Betrieb genommen. Sie befindet sich in einem eigenen unterirdischen Maschinenhaus.

### Maschinen
Es sind insgesamt vier Francis-Turbinen mit unterschiedlicher Leistung installiert. Die folgende Tabelle gibt einen Überblick:
| Maschine | Nenndrehzahl (1/min) | Turbine (MW) | Generator (MVA) | Transformator (MVA) |
| -------- | -------------------- | ------------ | --------------- | ------------------- |
| 1        | 150                  | 58,84        | 60              | 3 × 23,8            |
| 2        | 150                  | 58,84        | 60              | 3 × 23,8            |
| 3        | 150                  | 58,84        | 60              | 3 × 23,8            |
| 4        | 100                  | 193          | 210             | 220                 |

Die Generatoren haben eine Nennspannung von 15 kV. In der Schaltanlage, die sich auf der rechten Flussseite befindet, wird die Generatorspannung von 15 kV mittels Leistungstransformatoren auf 248 kV hochgespannt.
Die minimale Fallhöhe beträgt 51 m, die maximale 66 m für die Maschinen 1 bis 3 (40 m bzw. 60 m für Maschine 4). Der maximale Durchfluss liegt bei 128 m³/s für jede der Turbinen 1 bis 3 (386 m³/s für die Turbine 4).
Das Kraftwerk ist im Besitz der CPPE, wird aber von EDP betrieben.